# Satz von Kirchberger
Der Satz von Kirchberger  ist einer der klassischen Lehrsätze des mathematischen Teilgebiets der Konvexgeometrie. Er geht auf die Dissertation des Mathematikers Paul Kirchberger zurück und ist eng verwandt mit und sogar eine unmittelbare Folgerung aus dem bekannten Satz von Helly. Der kirchbergersche Satz gab Anlass zu weiterer Forschungstätigkeit und zur Auffindung einer Anzahl von Lehrsätzen ähnlichen Typs.

## Formulierung des Satzes
Der Satz von Kirchberger  lässt sich angeben wie folgt:
Gegeben seien eine natürliche Zahl {\displaystyle n} und zwei endliche Mengen {\displaystyle A,B\subset \mathbb {R} ^{n}}und dabei seien für jede aus höchstens {\displaystyle n+2} Raumpunkten bestehende Teilmenge {\displaystyle C\subseteq {A\cup B}} die beiden Untermengen {\displaystyle C\cap A} und {\displaystyle C\cap B} stets durch eine Hyperebene des {\displaystyle \mathbb {R} ^{n}} strikt trennbar.
Dann gilt:
{\displaystyle A} und {\displaystyle B} sind ebenfalls durch eine Hyperebene des  {\displaystyle \mathbb {R} ^{n}} strikt trennbar.

### Erweiterung
Der Satz von Kirchberger lässt sich erweitern, indem man die Voraussetzung der Endlichkeit der Punktmengen {\displaystyle A,B\subset \mathbb {R} ^{n}} abschwächt. Die Behauptung des Satzes bleibt bestehen auch für den Fall, dass man – bei sonst gleichen Voraussetzungen – {\displaystyle A} und {\displaystyle B} lediglich als kompakte Teilmengen des {\displaystyle \mathbb {R} ^{n}} voraussetzt. Diesen erweiterten Satz bezeichnet man ebenfalls als Satz von Kirchberger.

## Zur Historie
Paul Kirchberger war ein Schüler von David Hilbert und hat bei diesem im Jahre 1902 mit der Dissertation Über Tschebyschefsche Annäherungsmethoden promoviert. Auszüge aus dieser Dissertation hat Kirchberger in Band 57 der Mathematischen Annalen im Jahre 1903 veröffentlicht. Der hier vorgetragene Satz erscheint dort in Kapitel III („Ein Hülfssatz“). Wie einige Autoren – etwa Alexander Barvinok und Steven R. Lay – hervorheben, hat Kirchberger seinen Lehrsatz mehrere Jahre vor der Publikation (und damit ohne Zuhilfenahme) des Satzes von Helly bewiesen.